# Marolles-les-Buis

Marolles-les-Buis este o comună în departamentul Eure-et-Loir, Franța. În 1 ianuarie 2022 avea o populație de 207 de locuitori.